# لام (بایرن)
لام (به آلمانی: Lam) یک منطقهٔ مسکونی در آلمان است که در Cham واقع شده‌است.